# 研究
研究，是用主動和系統方式的過程，是為了發現、解釋或校正事實、事件、行為、或理論，或把這樣事實、法則或理論作出實際應用。

## 研究
利用有计划与有系统的资料收集、分析和解释的方法，获得解决问题的过程。
研究是应用科学的方法探求问题答案的一种过程，因为有计划和有系统的收集、分析与解释资料的方法，正是科学所强调的方法。
「研究」一詞常用來描述關於某一特殊主題的資訊收集。英文「研究（research）」源自中古法語，意思是徹底檢查。

## 基础及应用研究
研究如同"自动改正的"过程。依其成果是否能應用在市場中，可區分為基础研究与应用研究。

### 基础研究
基础研究/基本研究/纯粹研究的主要宗旨是推进知识和变数间联系的理论。它的开发性质源于好奇心及有興趣的事物或事情。
基本研究常问的问题，例如：
- 人类历史中，逻辑思维何时开始？
- 生物是从常规中出现还是意外诞生的？
- 什么是身心的联系？

### 应用研究
研究基本上又分為纯粹研究和应用研究。
纯粹研究又被称为基础研究，目的乃是为了增加人类的知识，但不关心这类知识是否具有立即应用的价值。
应用研究是将基础研究所产生的知识，设法应用到解決人类实际的问题上。（元智大学企业管理学系副教授陈光荣）
当我們更仔細的估量纯粹与应用科学间的分际，道德的區別就變得模糊了。近來有些学者主张，「纯粹」与「应用」之间的区分是错误的概念，应该不予认可（Georgoudi & Rosnow, 1985; Pepitone, 1981）。根据这种论点，由于应用研究经常导致理论的理解，而理论的增进又具备实用的可能，这两种研究类型之间，并不如原初所显示那么不同。理论並非远离賦予其动力的社會具体事件而產生的（Sarason, 1981）。
一般的學術及工業的機構會進行應用研究。學術機構的研究經費都會從工業上的夥伴得到資助。常見的應用研究的範疇包括：電子、資訊科技、電腦技術、應用科學等。

## 研究方法
研究步骤：
- 确定命題
- 查阅文獻
- 研究目标的明确
- 收集數據
- 分析和理解这些数据
- 报告并且评估研究

- 探索性研究：构造和识别的问题
- 结构性研究：开发解决问题的方式
- 经验性研究：使用经验证据测试解决方法的有效性

學者常用的研究方法有：
- 行動研究
- 實驗
- 個案研究
- 參與者觀察
- 經驗和直覺
- 面談
- 調查
- 統計分析
- 數學模型及模擬
- 原文分析
- 分類
- 製作地圖
- 符號論
- 線索分析

## 研究過程
詳細內容，請參看科學方法。
雖然研究題目各異，一般研究過程如下：
1. 確立主題
2. 確立命題
3. 概念上的定義
4. 運作上的定義
5. 搜集數據
6. 分析數據
7. 結論，審查命題

大眾常常誤解以上的過程可以證明命題成立，實際上只可以直接證明命題不成立。證明命題成立是需要反覆的測試和驗證。

## 研究設計
1. 盲實驗
2. 個案研究
3. 控制組/實驗組
4. 相關度研究
5. 流行病學研究
6. 干涉研究
7. 實驗研究

## 研究品管
研究的品管，以此標準可以減少不適當研究的產生 
1. 為何要研究這主題
2. 研究主題談討的參數、人員
3. 有那些族群是研究中心
4. 研究的施行方式(調查研究、實驗研究、觀察研究)
5. 研究的信效度、參數的獲取嚴謹性
6. 施行的統計方法
7. 研究的結果分析